# Allan Forrest
Allan Forrest (Brooklyn, New York, 1 september 1885 – Detroit, Michigan, 25 juli 1941) was een Amerikaans filmacteur die voornamelijk gedurende het stommefilmtijdperk werkte. Tussen 1913 en 1932 speelde hij in 119 films.

## Gedeeltelijke filmografie
- Called Back (1914)
- The Ruby Circle (1914)
- The Sign of the Spade (1916)
- Dulcie's Adventure (1916)
- Periwinkle (1917)
- Melissa of the Hills (1917)
- Charity Castle (1917)
- Her Country's Call (1917)
- Peggy Leads the Way (1917)
- The Mate of the Sally Ann (1917)
- Beauty and the Rogue (1918)
- Powers That Prey (1918)
- A Bit of Jade (1918)
- Social Briars (1918)
- The Ghost of Rosy Taylor (1918)
- The Eyes of Julia Deep (1918)
- Rosemary Climbs the Heights (1918)
- The Amazing Impostor (1919)
- The Intrusion of Isabel (1919)
- A Bachelor's Wife (1919)
- Yvonne from Paris (1919)
- Over the Garden Wall (1919)
- Li Ting Lang (1920)
- The Purple Cipher (1920)
- Cheated Love (1921)
- The Invisible Fear (1921)
- The Hole in the Wall (1921)
- The Man from Lost River (1921)
- What Women Will Do (1921)
- The Forgotten Woman (1921)
- They Shall Pay (1921)
- Tillie (1922)
- Very Truly Yours (1922)
- Lights of the Desert (1922)
- The New Teacher (1922)
- Seeing's Believing (1922)
- The Heart Specialist (1922)
- Long Live the King (1923)
- Crinoline and Romance (1923)
- A Noise in Newboro (1923)
- The Siren of Seville (1924)
- Don't Doubt Your Husband (1924)
- In Love with Love (1924)
- Dorothy Vernon of Haddon Hall (1924)
- The Dressmaker from Paris (1925)
- Pampered Youth (1925)
- Rose of the World (1925)
- The Prince of Pilsen (1926)
- The Carnival Girl (1926)
- Two Can Play (1926)
- Fifth Avenue (1926)
- The Phantom Bullet (1926)
- Summer Bachelors (1926)
- The Desert Bride (1928)
- Sally of the Scandals (1928)
- The Winged Horseman (1929)
- The Phantom Express (1932)

## Filmbeelden

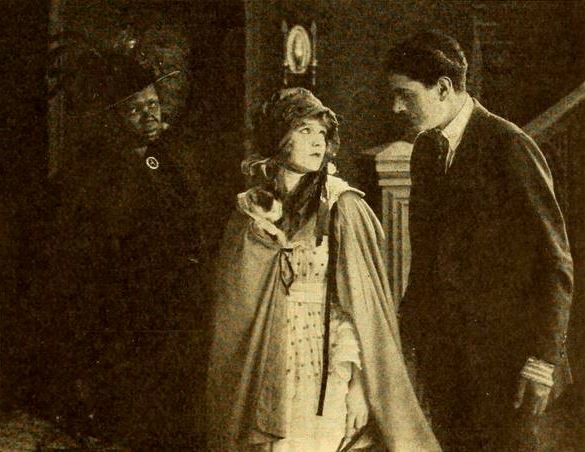
The Intrusion of Isabel (1919)
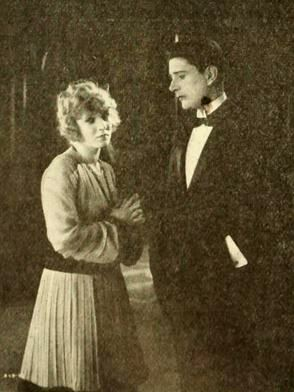
A Bachelor's Wife (1919)
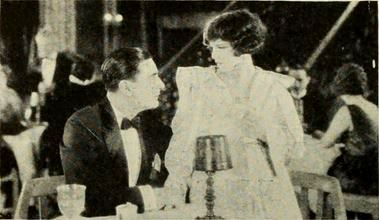
Lights of the Desert (1922)

- Bibliothèque nationale de France: cb167456497 (data)
- International Standard Name Identifier: 0000 0004 2859 6280
- Virtual International Authority File: 307165743